# Вуд, Бобби
Бо́бби Шо́у Вуд (англ. Bobby Shou Wood; 15 ноября 1992, Гонолулу, Гавайи, США) — американский футболист, нападающий клуба «Нью-Инглэнд Революшн». Выступал за сборную США.

## Карьера

### Клубная
Бобби рос сначала на Гавайях, а затем в калифорнийском городе Ирвайн. Начал играть в футбол в восьмилетнем возрасте. До 2007 года играл за детские и юношеские команды клуба «Ирвайн Страйкерз». С 1 июля 2007 года стал заниматься футболом в юношеской академии немецкого клуба «Мюнхен 1860». После некоторых начальных трудностей, которые прежде всего были связаны с языковым барьером, ему удалось освоиться в новой обстановке. В сезоне 2009/10 Вуд был третьим нападающим команды до 19 лет после Кевина Фолланда и Маркуса Цирайса. В том сезоне он 19 раз выходил на поле в Бундеслиге среди команд до 19 лет и забил при этом один гол. В конце того же сезона он несколько раз сидел на скамейке запасных в играх второй команды. За неё он и дебютировал во «взрослом» футболе, выйдя на замену в игре против резервной команды франкфуртского «Айнтрахта» 12 мая 2010 года.
Летом 2010 года партнёры Вуда по нападению Фолланд и Цирайс были переведены в основную команду, Бобби же продолжал играть за команду до 19 лет. После того, как в первых пяти матчах сезона забил за неё два мяча, 26 сентября вышел на замену в матче второй команды против резерва «Хоффенхайма». В следующей игре в Вайдене вышел на поле в стартовом составе и отличился в том матче своим первым голом за резерв «львов». 9 октября 2010 года он впервые сыграл за первую команду в товарищеской встрече с «Краковией», его выпустили на замену в перерыве. До зимней паузы в сезоне Вуд ещё шесть раз вышел на поле за вторую команду и отличился одним забитым мячом, за команду до 19 лет сыграл три раза и дважды забил.
С начала нового года Бобби тренировался с резервной командой. 19 января главный тренер клуба Райнер Маурер перевёл его в основу. В выездной игре против «Оснабрюка» 21 января он впервые оказался в заявке команды на матч, а через неделю дебютировал во Второй Бундеслиге в игре против «Дуйсбурга», выйдя на замену.
В первых играх сезона 2011/12 по большей части сидел на скамейке запасных, но не выходил на поле. В сентябре и октябре сыграл в семи матчах резервной команды и забил два гола. За основную команду трижды появлялся на поле во Второй Бундеслиге и один раз — в Кубке Германии.
6 июля 2015 года Вуд подписал контракт с «Унион Берлин» сроком до 30 июня 2018 года.
15 мая 2016 года Вуд перешёл в «Гамбург», подписав четырёхлетний контракт. Свой дебют в Бундеслиге, 27 августа в матче стартового тура сезона 2016/17 против «Ингольштадта», отметил голом.
9 июля 2018 года отправился в аренду в «Ганновер» на сезон с опцией выкупа. За «Ганновер» дебютировал 19 августа в матче первого раунда Кубка Германии 2018/19 против «Карлсруэ», отметившись голевой передачей. 6 октября в матче против «Штутгарта» забил свои первые голы за «Ганновер», оформив дубль.
2 апреля 2021 года Вуд подписал контракт с клубом MLS «Реал Солт-Лейк», вступающий в силу с 1 июля и рассчитанный до конца сезона 2023. 13 апреля контракт Вуда с «Гамбургом», истекавший летом, был прекращён преждевременно, по обоюдному согласию. За «Реал Солт-Лейк» он дебютировал 23 июня в матче против «Сиэтл Саундерс», заменив Ника Беслера на 67-й минуте. 24 июля в принципиальном поединке против «Колорадо Рэпидз» забил свой первый гол за «Реал Солт-Лейк». 8 октября Вуд сыграл за фарм-клуб РСЛ в Чемпионшипе ЮСЛ — «Реал Монаркс», в матче против «Колорадо-Спрингс Суитчбакс». По окончании сезона 2022 «Реал Солт-Лейк» не стал продлевать контракт с Вудом.
22 ноября 2022 года на втором этапе Драфта возвращений MLS Вуд был выбран клубом «Нью-Инглэнд Революшн». 5 декабря клуб подписал с ним однолетний контракт до конца сезона 2023 с опцией продления на сезон 2024. За «Ревс» он дебютировал 25 февраля 2023 года в матче стартового тура сезона против «Шарлотта», выйдя на замену во втором тайме вместо Джакомо Вриони. 4 марта в матче против «Хьюстон Динамо» забил свой первый гол за «Ревс», а также отдал голевую передачу.

### В сборной
За молодёжную сборную США до 20 лет Вуд впервые сыграл 18 мая 2010 года. Он отыграл один тайм в игре американцев против Сенегала. Ещё на один тайм он вышел на поле в игре против команды Южной Кореи.
Бобби также входил в состав сборной до 20 лет на международном турнире в Голландии. На этом турнире он забил два мяча.
Он играл за сборную и на чемпионате КОНКАКАФ среди команд до 20 лет, который проходил в Гватемале весной 2011 года. В первой игре на этом турнире против команды из Суринама Вуд забил свой первый гол на международном уровне в официальных играх. В следующей игре против Панамы он получил травму колена и выбыл до конца сезона.
В ноябре 2011 года он принимал участие в тренировках олимпийской сборной США. Там он снова повредил колено и по возвращении в Мюнхен был прооперирован.
Вуд дебютировал за основную сборную США 14 августа 2013 года в товарищеском матче со сборной Боснии и Герцеговины. Свой первый гол за сборную он забил 5 июня 2015 года в ворота сборной Нидерландов.
Был включён в состав сборной на Кубок Америки 2016.

## Статистика

### Клубная
| Выступление              | Выступление                 | Выступление      | Лига | Лига | Кубок | Кубок | Прочие | Прочие | Итого | Итого |
| Клуб                     | Лига                        | Сезон            | Игры | Голы | Игры  | Голы  | Игры   | Голы   | Игры  | Голы  |
| ------------------------ | --------------------------- | ---------------- | ---- | ---- | ----- | ----- | ------ | ------ | ----- | ----- |
| Мюнхен 1860 II           | Региональная лига «Юг»      | 2009/10          | 1    | 0    | —     | —     | —      | —      | 1     | 0     |
| Мюнхен 1860 II           | Региональная лига «Юг»      | 2010/11          | 8    | 2    | —     | —     | —      | —      | 8     | 2     |
| Мюнхен 1860 II           | Региональная лига «Юг»      | 2011/12          | 10   | 2    | —     | —     | —      | —      | 10    | 2     |
| Мюнхен 1860 II           | Региональная лига «Бавария» | 2012/13          | 26   | 8    | —     | —     | —      | —      | 26    | 8     |
| Мюнхен 1860 II           | Региональная лига «Бавария» | 2013/14          | 1    | 0    | —     | —     | —      | —      | 1     | 0     |
| Мюнхен 1860 II           | Итого                       | Итого            | 46   | 12   | —     | —     | —      | —      | 46    | 12    |
| Мюнхен 1860              | Вторая Бундеслига           | 2010/11          | 5    | 0    | —     | —     | —      | —      | 5     | 0     |
| Мюнхен 1860              | Вторая Бундеслига           | 2011/12          | 3    | 0    | 1     | 0     | —      | —      | 4     | 0     |
| Мюнхен 1860              | Вторая Бундеслига           | 2012/13          | 15   | 3    | 1     | 0     | —      | —      | 16    | 3     |
| Мюнхен 1860              | Вторая Бундеслига           | 2013/14          | 21   | 0    | 1     | 0     | —      | —      | 22    | 0     |
| Мюнхен 1860              | Вторая Бундеслига           | 2014/15          | 6    | 0    | 1     | 0     | —      | —      | 7     | 0     |
| Мюнхен 1860              | Итого                       | Итого            | 50   | 3    | 4     | 0     | —      | —      | 54    | 3     |
| Эрцгебирге Ауэ (аренда)  | Вторая Бундеслига           | 2014/15          | 9    | 3    | —     | —     | —      | —      | 9     | 3     |
| Эрцгебирге Ауэ (аренда)  | Итого                       | Итого            | 9    | 3    | —     | —     | —      | —      | 9     | 3     |
| Унион Берлин             | Вторая Бундеслига           | 2015/16          | 31   | 17   | 1     | 0     | —      | —      | 32    | 17    |
| Унион Берлин             | Итого                       | Итого            | 31   | 17   | 1     | 0     | —      | —      | 32    | 17    |
| Гамбург                  | Бундеслига                  | 2016/17          | 28   | 5    | 4     | 4     | —      | —      | 32    | 9     |
| Гамбург                  | Бундеслига                  | 2017/18          | 24   | 2    | 1     | 1     | —      | —      | 25    | 3     |
| Гамбург                  | Вторая Бундеслига           | 2019/20          | 6    | 0    | 0     | 0     | —      | —      | 6     | 0     |
| Гамбург                  | Вторая Бундеслига           | 2020/21          | 16   | 1    | 1     | 0     | —      | —      | 17    | 1     |
| Гамбург                  | Итого                       | Итого            | 74   | 8    | 6     | 5     | —      | —      | 80    | 13    |
| Ганновер 96 (аренда)     | Бундеслига                  | 2018/19          | 20   | 3    | 2     | 0     | —      | —      | 22    | 3     |
| Ганновер 96 (аренда)     | Итого                       | Итого            | 20   | 3    | 2     | 0     | —      | —      | 22    | 3     |
| Реал Солт-Лейк           | MLS                         | 2021             | 17   | 2    | —     | —     | 3      | 1      | 20    | 3     |
| Реал Солт-Лейк           | MLS                         | 2022             | 14   | 3    | 0     | 0     | 0      | 0      | 14    | 3     |
| Реал Солт-Лейк           | Итого                       | Итого            | 31   | 5    | 0     | 0     | 3      | 1      | 34    | 6     |
| Реал Монаркс (фарм-клуб) | USL Championship            | 2021             | 1    | 0    | —     | —     | —      | —      | 1     | 0     |
| Реал Монаркс (фарм-клуб) | Итого                       | Итого            | 1    | 0    | —     | —     | —      | —      | 1     | 0     |
| Нью-Инглэнд Революшн     | MLS                         | 2023             | 21   | 7    | 0     | 0     | —      | —      | 21    | 7     |
| Нью-Инглэнд Революшн     | Итого                       | Итого            | 21   | 7    | 0     | 0     | —      | —      | 21    | 7     |
| Всего за карьеру         | Всего за карьеру            | Всего за карьеру | 283  | 58   | 13    | 5     | 3      | 1      | 299   | 64    |

### За сборную
| Национальная сборная | Год   | Матчи | Голы |
| -------------------- | ----- | ----- | ---- |
| США                  |       |       |      |
| 2013                 | 1     | 0     |      |
| 2014                 | 4     | 0     |      |
| 2015                 | 9     | 4     |      |
| 2016                 | 15    | 4     |      |
| 2017                 | 7     | 2     |      |
| 2018                 | 9     | 3     |      |
| Всего                | Всего | 45    | 13   |

#### Голы за сборную
| №  | Дата            | Место                                           | Противник                | Счёт | Результат | Соревнование                      |
| -- | --------------- | ----------------------------------------------- | ------------------------ | ---- | --------- | --------------------------------- |
| 1  | 5 июня 2015     | Амстердам-Арена, Амстердам, Нидерланды          | Нидерланды               | 4:3  | 4:3       | Товарищеский матч                 |
| 2  | 10 июня 2015    | Мюнгерсдорфер Штадион, Кёльн, Германия          | Германия                 | 2:1  | 2:1       | Товарищеский матч                 |
| 3  | 10 октября 2015 | Роуз Боул, Пасадена, США                        | Мексика                  | 2:2  | 2:3       | Кубок КОНКАКАФ 2015               |
| 4  | 13 ноября 2015  | Буш-стэдиум, Сент-Луис, США                     | Сент-Винсент и Гренадины | 1:1  | 6:1       | Квалификация чемпионата мира 2018 |
| 5  | 22 мая 2016     | Хуан Рамон Лоубриэль, Баямон, Пуэрто-Рико       | Пуэрто-Рико              | 2:0  | 3:1       | Товарищеский матч                 |
| 6  | 7 июня 2016     | Солджер Филд, Чикаго, США                       | Коста-Рика               | 3:0  | 4:0       | Кубок Америки 2016                |
| 7  | 2 сентября 2016 | Арнос-Вейл, Кингстаун, Сент-Винсент и Гренадины | Сент-Винсент и Гренадины | 1:0  | 6:0       | Квалификация чемпионата мира 2018 |
| 8  | 11 ноября 2017  | Мафре Стэдиум, Колумбус, США                    | Мексика                  | 1:1  | 1:2       | Квалификация чемпионата мира 2018 |
| 9  | 5 сентября 2017 | Франсиско Морасан, Сан-Педро-Сула, Гондурас     | Гондурас                 | 1:1  | 1:1       | Квалификация чемпионата мира 2018 |
| 10 | 6 октября 2017  | Орландо Сити Стэдиум, Орландо, США              | Панама                   | 4:0  | 4:0       | Квалификация чемпионата мира 2018 |
| 11 | 27 марта 2018   | Уэйкмед Соккер Парк, Кэри, США                  | Парагвай                 | 1:0  | 1:0       | Товарищеский матч                 |
| 12 | 2 июня 2018     | Авива Стэдиум, Дублин, Ирландия                 | Ирландия                 | 1:0  | 1:2       | Товарищеский матч                 |
| 13 | 11 октября 2018 | Реймонд Джеймс Стэдиум, Тампа, США              | Колумбия                 | 2:1  | 2:4       | Товарищеский матч                 |